# Sanshin-kan
Sanshin kan är en stilorganisation och tradition inom Shitō Ryū och har sin huvudorganisation i Sverige med hombu dōjō på Sanshin karateklubb i Stockholm, som är en av Sveriges äldsta karateklubbar. Sanshin Kan utövas idag i Asien, Europa, Amerikas, Mellanöstern och i Afrika. Samtliga klubbar som utövar Sanshin Kan karate är anslutna till organisationen Sanshin Kan International.

## Historik
Traditionen har utövats sedan 1965, i Sverige sedan 1969, av Tamas Weber, sōke och numera med fransmannen Henry Plée (född 1923), de enda två icke japanska 10:e dan i karate. 
Sanshin kan är Webers livsverk med syfte att bevara den traditionella Shitō Ryū-karaten, som han tränat hela livet, men som han känner har blivit urvattnad p.g.a. inre stridigheter inom alltför många organisationer, efter att organisationernas mästare dött samt moderna, kortsiktiga, anpassningar gjorts. Sanshin Kans tradition bygger på arvet efter Tamas Webers läromästare, som bl.a. innefattar Hayashi, Tani Chōjirō, Shōgō Kuniba med flera. Weber har efter Shōgō Kunibas död 1992 samarbetat med fler av Seishinkais tidigare ledande instruktörer från Japan, bl.a. Toshio Kaneta och Minamide.
Initialt tränades Shūkōkai på S:t Eriks karateklubb i en dōjō på Högbergsgatan 49 i Stockholm med ett första besök av Tani med följe 1972. Dōjōn blev strax därefter flyttad till Webers nya lokal för Sanshin på Olofsgatan vid Sveavägen. På 1980- och delar av 1990-talet ansvarade Tamas Weber för Shōgō Kunibas Motobu-ha Seishinkai i Europa och Mellanöstern.
Webers vision är att som President och Chefsinstruktör vidareutveckla vad han kallar ”Shitō Ryū Sanshin-kan International”.
Sedan 2011 finns även en klubb på Södermalm i Stockholm. Mer om Sanshin Kan som stil och dess historia finns på deras webbsida.